# Гумінові кислоти

Приклад структури гумінових кислот.

Гумі́нові кисло́ти (англ. humic acids, нім. Huminsäuren f pl) — неплавкі аморфні темнозабарвлені речовини, входять до складу органічної маси торфу, бурого вугілля і ґрунту.

## Загальний опис
Гумінові кислоти — це група природних темнозабарвлених кислот, що мають спільний тип будови, але є певні розходження, залежно від стадії вуглефікації, петрографічного складу й ступеня окиснення. За хімічною будовою це високомолекулярні, в основному ароматичні, оксикарбонові кислоти. На ранніх стадіях метаморфізму вони містять метоксильні групи. Основою їх структури є конденсовані системи, що включають аліциклічні й ароматичні кільця, бічні ланцюги й функціональні групи при ядрі й у бічних ланцюгах. Фрагменти структури з'єднані між собою кисневими й метиленовими містками, а парамагнетизм зумовлений наявністю радикалів арильного або семихінонного типу, стабільність яких забезпечена присутністю полісполучених систем.

## Структура і характеристики
За хімічною структурою гумінові кислоти — це високомолекулярні гідрооксикарбонові ароматичні кислоти (часто містять також карбонільні й метоксильні групи), які утворюють солі гумати.
Припускається, що в гумінових кислотах бурого вугілля основою структури є система із двох-трьох ароматичних ядер, що включає гетероцикли, які містять кисень, азот і сірку, а гумусові кислоти вивітреного кам'яного вугілля мають більш конденсовану структуру й менше бічних ланцюгів.
Вміст гумінових кислот у торфах до 50—60 %, землистому бурому вугіллі до 60 %, в щільному бурому і перехідному вугіллі їх вміст зменшується (до порядку 20—40 %), а в бурому і кам'яному вивітреному вугіллі становить від 0 до 100 % органічної маси. Вміст у ґрунті до 10 %.
Їх властивості змінюються в широких межах. Молекулярна маса у водних розчинах коливається від 1000 до 1400, а кількість функціональних груп перебуває в таких межах: карбоксильні — до 4, гідроксильні — до 4, карбоніли — 1, етерні групи — до 2, подвійні зв'язки -1.
За розчинністю у воді та етанолі діляться на фульвокислоти, гематомеланові та гумусові кислоти. Перші розчиняються у воді, другі — в етанолі, треті нерозчинні ані у воді, ані в етанолі.
Характеристики гумінових кислот істотно залежать від стадії метаморфізму горючої копалини, з якої вони виділені.
У порівнянні з торф'яними, в гумінових кислотах бурого вугілля і виділених з кам'яного вугілля, що окиснилося внаслідок тривалого контакту з повітрям (вивітреного), більше вуглецю й менше водню, менше співвідношення Н/С, немає або мало метоксильних груп, менше гідроксилів, але більше хіноїдних груп і парамагнітних центрів (ПМЦ). Серед кисневмісних функціональних груп переважають гідроксили, а на другому місці — карбоксильні групи.
Здатність органічної речовини торфів, вугілля, ґрунтів накопичувати ряд хімічних елементів пояснюється сорбцією, комплексоутворенням та йонним обміном в першу чергу з гуміновими кислотами.

## Вилучення гумінових кислот
Для вилучення гумінових кислот з торфу і бурого вугілля найбільше поширення отримав метод Е. Ердманна, за яким заздалегідь екстраговане сумішшю спирту з бензолом (1:1) буре вугілля в кількості 2-5 г обробляється в конічній колбі (800 мл) 1%-им розчином NaOH при нагріванні протягом години на водяній бані й частому струшуванні. У випадку торфу проводиться також попередня обробка його водою і 2-5 % HCl. Через добу з колби зверху відбирається піпеткою 200 мл прозорого розчину, який підкислюється надлишком соляної кислоти. В осад випадають гумінові кислоти. Їх відфільтровують через беззольний фільтр з фіксованою вагою, який промивається потім водою, висушується у вакуумі при температурі до 80°C і зважується. Вага гумінових кислот, за вирахуванням ваги золи, множиться на 4 і визначається вміст гумінових речовин в ТГК.
Визначення загального виходу гумінових кислот за ГОСТ 9517-76 полягає в обробці вугілля лужним розчином пірофосфорнокислого натрію з подальшою екстракцією гумінових кислот розчином їдкого натру при нагріванні, осадженні їх надлишком соляної кислоти й визначенні маси отриманого осаду.
Визначення виходу вільних гумінових кислот полягає в екстракції ГК з проби вугілля 4 % розчином NaOH при нагріванні, подальшому осадженні їх надлишком соляної кислоти й визначенні маси отриманого осаду.
Вміст гумінових кислот в торфах і вугіллі коливається від 10 до 88 %, причому з підвищенням ступеня вуглефікації бурого вугілля і з наближенням його до стадії кам'яного вмісту ГК меншає. Гумінові кислоти, що виділяються з різних торфів і вугілля, помітно відрізняються не тільки за виходом, але також за властивостями й складом, оскільки вони є сумішшю трьох груп речовин, схожих за їх реакцією зі слабкими лугами, але відмінних за розчинністю у воді і спирті. Частину ГК, розчинну у воді, називають фульвокислотами, нерозчинні у воді, але розчинні в спирті гематомелановими, а нерозчинні у воді й спирті гумусовими кислотами. У ГК торфу фульвокислоти складають від 5 до 18 %, а в ГК бурого вугілля 1-3 %. Найбільш вивченими є гумусові кислоти, що кількісно переважають в суміші, а найменш — фульвокислоти.
Фульвокислоти виділяють разом з іншими ГК 1-2 % розчинами лугів, але з лужних розчинів соляна кислота їх не осаджує і вони залишаються в кислому фільтраті. Водні розчини фульвокислот мають золотисто-жовтий або оранжево-жовтий колір, вміст вуглецю в них 44-50 %, водню 5-6 %. Гематомеланові кислоти мають в розчиненому вигляді червонувато-коричневий колір, а у твердому вигляді це коричневі аморфні порошки, що містять близько 62 % вуглецю, 3-6 % водню й азот, молекулярна маса — 700—900.
Гумусові кислоти являють собою коричневі аморфні порошки, що розкладаються при нагріванні. Їх густина змінюється від 1,33 до 1,45 г/см3 і закономірно збільшується з підвищенням зрілості торфу і бурого вугілля.

## Застосування гумінових кислот
Їх застосовують у виробництві свинцевих акумуляторів, як стимулятори росту рослин, складові частини добрив, як компоненти розчинів при бурінні свердловин, антисептики для лікування шкірних захворювань у сільськогосподарських тварин.